# Боннельи, Рафаэль Филиберто
Рафаэль Филиберто Боннельи Фондеур (исп. Rafael Filiberto Bonnelly Fondeur, 22 августа 1904 — 28 декабря 1979) — доминиканский юрист, дипломат и политик, президент страны с 1962 до 1963 года. Также занимал должность вице-президента (1960—1962).

## Биография
Имел корсиканское и французское корни. В 1926 году получил степень бакалавра права. После этого преподавал в Нормальной школе в Санто-Доминго (1926—1930).
Впервые принял участие в общественной жизни во время восстания против режима Орасио Васкеса в 1930 году. После этого он стал депутатом Национального конгресса, но вскоре потерял мандат.
С 1931 года в течение 12 лет занимался юридической практикой. По возвращении в страну Эстрелья Урень (1942) Боннельи вернулся к политике, став сенатором (1942—1944).
После смерти Урень, 1945, Боннельи начал свой путь по карьерной лестнице, завершившегося на посту президента страны в январе 1962 года. Перед этим, в 1944—1946 годах был министром внутренних дел; в 1946—1948 — министром труда; в 1948—1949 — генеральным прокурором; в 1949—1953 — деканом Университета Санто-Доминго; в 1949—1953 — профессором конституционного и гражданского права; в 1953—1954 — премьер-министром; 1954 — министром образования; в 1954—1956 — послом в Испании; в 1956—1957 — министром юстиции в 1957—1959 — послом в Венесуэле; в 1960—1962 — вице-президентом Доминиканской Республики.
Основной задачей Боннельи на посту главы государства была организация первых за 30 лет свободных выборов, по результатам которых победу одержал Хуан Бош. Также в течение непродолжительного президентства Боннельи было принято такие важные для страны законы, как банковский и жилищный кодексы, действующие по сей день.
В 1966 году принимал участие в выборах, впрочем проиграл их Хоакину Балагеру.